# Bathymasteridae
Los roncos pelones, como se les llama en México a los batimastéridos (Bathymasteridae), son una familia de peces marinos incluida en el orden Perciformes, que se distribuyen por el norte del océano Pacífico, en la zona intermareal entre rocas de la costa y hasta menos de 150 m de profundidad máxima.
Tiene largas aletas dorsal y anal, casi de la misma longitud que la mitad de su cuerpo, separadas de una aleta caudal grande truncada-redondeada por un patente pedúndulo caudal. La aleta dorsal tiene más de cuarenta radios, ramificados y no ramificados, con algunas espinas en la parte delantera, mientras que las aletas pectorales son grandes y redondeadas. En la cabeza tienen un par de bien visibles fosas nasales, así como poros sensoriales en la parte superior y las mejillas normalmente distintas, con dientes presentes en los huesos tanto palatino como vómer. Tienen la línea lateral en la parte superior del cuerpo recorriendo este hasta el final de la aleta dorsal, teniendo separadas las membranas de las agallas.
No presentan vejiga natatoria y tienen coloraciones y dibujos de mimetismo, todo ello debido a sus hábitos de vida pegados al fondo donde pasan inadvertidos.

## Géneros y especies
Existen solamente 7 especies agrupadas en 3 géneros:
- Género Bathymaster (Cope, 1873)
  - Bathymaster caeruleofasciatus (Gilbert y Burke, 1912)
  - Bathymaster derjugini (Lindberg en Soldatov y Lindberg, 1930)
  - Bathymaster leurolepis (McPhail, 1965)
  - Bathymaster signatus (Cope, 1873)
- Género Rathbunella (Jordan y Evermann, 1896)
  - Rathbunella alleni (Gilbert, 1904) - Ronco pelón aletarayada.
  - Rathbunella hypoplecta (Gilbert en Soldatov y Lindberg, 1890) - Ronco pelón rayado.
- Género Ronquilus (Jordan y Starks, 1895)
  - Ronquilus jordani (Gilbert, 1889) - Pez